# ダーク・クエルボ
ダーク・クエルボ（Dark Cuervo、1974年1月4日 - ）は、メキシコのプロレスラー。AAA所属。
本名、ジャイム・イグナシオ・ティラド・コレア（Jaime Ignacio Tirado Correa）。メヒコ州トルーカ出身。

## 来歴
ドス・カラスやインパラのコーチの元、1996年2月28日にアレナ・ナウカルパンでエル・クエルボのリングネームでデビュー。
1998年に一度ヘビー・ドラキュラを名乗っていたが。以降ダーク・クエルボとする。
1999年にアビスモ・ネグロ率いるロス・バイパースやルチャ・リブレ・ラティーナに加入。
2001年よりダーク・オズ、エスピリトゥ等のブラック・ファミリーにメンバー入り。
2010年にはダーク・オズとのコンビで全日本プロレスの世界最強タッグ決定リーグ戦に出場。

## 得意技
- ブレーンバスター
- シャープシューター
- ノーザンライト・スープレックス
- ダイビング・セントーン
- シットアウト・パワーボム

## 獲得タイトル
AAA
- メキシコナショナルアトミコス：3回

w / ダーク・オズ & エスコリア &  チェスマン : 2回
w / エスコリア & オズ & エスピリトゥ : 1回
- AAA世界タッグチーム王座：3回

w / ダーク・オズ
- メキシコ州ウェルター級王座

全日本プロレス
- 世界タッグ王座：1回

w / 第60代 : ダーク・オズ

## 入場曲
- Birth Of Venus Illegitima - Therion